# Montserrat (Buenos Aires)
Montserrat o Monserrat, és un barri del nucli antic de la Ciutat de Buenos Aires (Argentina). El barri es va crear el 1769. Aquest barri té una població de 39.175 habitants.

## Església de Montserrat
El nom de Montserrat el pren d'una església, impulsada per catalans que vivien a la zona. L'església fou erigida en parròquia el 1769 i projectada i construïda l'any 1756 en honor a la Verge de Montserrat. La va construir l'arquitecte Antonio Masella a petició del granger català Joan Pere Serra. El 1859 l'església es va reconstruir, i es va inaugurar el 1865.

## Edificis significatius
- Palau Barolo